# Межевая (приток Бизи)
Межева́я — река в России, протекает по Пермскому краю и Свердловской области. Устье реки находится в 8,9 км по правому берегу реки Бизь. Длина реки составляет 11 км.

## Данные водного реестра
По данным государственного водного реестра России относится к Камскому бассейновому округу, водохозяйственный участок реки — Сылва от истока и до устья, речной подбассейн реки — Кама до Куйбышевского водохранилища (без бассейнов рек Белой и Вятки). Речной бассейн реки — Кама.
Код объекта в государственном водном реестре — 10010100812111100012401.